# Єрмаков Олександр Петрович
Олекса́ндр Петро́вич Єрмако́в (псевдо.: «Генерал»; 28 червня 1972, Добропілля, Добропільський район, Донецька область — 19 травня 2015, м. Харків) — український військовик, лейтенант 30-ї окремої механізованої бригади, учасник Війни на сході України.

## Життєпис
Олександр Єрмаков народився 18 червня 1972 року в селі Добропілля Добропільського району Донецької області.
Разом з молодшою сестрою Вітою зростав у звичайній родині. Його батько — водій у місцевому колгоспі, мати — вчителька української мови в школі.
У 1979—1989 роках Сашко навчався в Мирнодолинській середній школі. Був допитливим і здібним. Мав схильності до малювання та виявляв великий інтерес до техніки. У старших класах на літніх канікулах працював помічником комбайнера під час збору врожаю.
З 1989 по 1994 року навчався в Харківському національному технічному університеті сільського господарства імені Петра Василенка за спеціальністю механік. Під час навчання на військовій катедрі отримав звання молодшого лейтенанта танкових військ.
Після закінчення університету декілька років мешкав у місті Білозерське, працював механіком на шахті «Новодонецька», а також у рідному селі.
Як людина здібна й заповзятлива Олександр став успішним приватним підприємцем. У 2000 році в селі Спасько-Михайлівка створив підприємство, яке згодом поширило свою діяльність на села Самійлівка, Іверське та селище Новодонецьке. Тоді ж оселився в с. Іверське.
Бойовий шлях Сашка розпочався навесні 2014 р., коли він у складі місцевої самооборони брав участь у захисті міст Добропілля та Білозерське від сепаратистів. У ті буремні дні Олександр захищав Добропільське управління внутрішніх справ, чергував у будинку міської ради, зірвав спробу підняття ворожого прапора в місті Білозерське. Тоді Добропільський і Олександрівський райони захистили свою землю від російських найманців.
Восени 2014 року Олександр Єрмаков і його син долучилися до Окремої добровольчої чоти «Карпатська Січ», у складі якої брали участь у бойових діях у селах Первомайське і Піски Ясинуватського району Донецької області. Тут Олександр отримав псевдонім «Генерал». Він брав участь в організації вишколів для молодих вояків та командував бойовими постами. Очолював блокпост «Камікадзе».
У лютому 2015 року, як фаховий танкіст, 42-річний Олександр вирішив перейти до Збройних Сил, де бракувало кваліфікованих бійців. І там проявив себе найкращим чином. Сформував танковий взвод у складі 30-ї механізованої бригади. У званні лейтенанта Єрмаков обіймав посаду командира загону. Після бойового злагодження був відряджений для виконання завдань в м. Артемівськ. Саме там дістав смертельні травми.
12 травня 2015 року Олександр разом з іншими бійцями бригади перебував на бойовій позиції у бліндажі на дебальцевському напрямку. У бліндаж «прилетіла» ворожа міна, яка завдала йому тяжких ран. «Генерала» та інших поранених бійців було терміново евакуйовано до Артемівська, а тоді гелікоптером — до Харкова. Олександр Єрмаков фактично прикрив собою п'ятьох солдатів, прийнявши основну силу вибуху на себе. Лікарі Харківського інституту невідкладної хірургії боролися за життя Олександра, але поранення виявилися несумісними з життям. У ніч із 19 на 20 травня Олександр помер.
Був похований 21 травня у селі Іверське, Олександрівського району, Донецької області. Зараз над могилою Олександра височіє гранітний обеліск, як знак пошани та вічної пам'яті і скорботи про мужнього воїна, зразкового сім'янина, вірного друга, патріота та відповідального громадянина.

## Сім'я
Виховував трьох дітей — Владислава (1994 р.н.), Марію (2003 р.н.), Івана (2012 р.н.).
Старший син, як і батько, також служить добровольцем.

## Нагороди
Указом Президента України № 436/2015 від 17 липня 2015 року, «за особисту мужність і високий професіоналізм, виявлені у захисті державного суверенітету та територіальної цілісності України, вірність військовій присязі», нагороджений орденом Богдана Хмельницького III ступеня (посмертно).

## Вшанування пам'яті

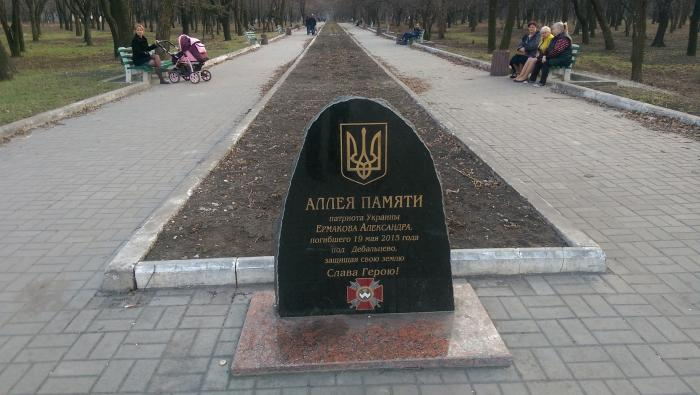
Меморіальна плита на алеї пам'яті О. Єрмакова

28 червня 2016 року в міському парку міста Добропілля на Алеї пам'яті героїв відкрили гранітну меморіальну плиту в пам'ять про Олександра Єрмакова.
4 серпня 2015 року в місті Білозерське, Добропільської міськради вулиця Московська була перейменована на честь учасника АТО Олександра Єрмакова.